# Bert Blyleven

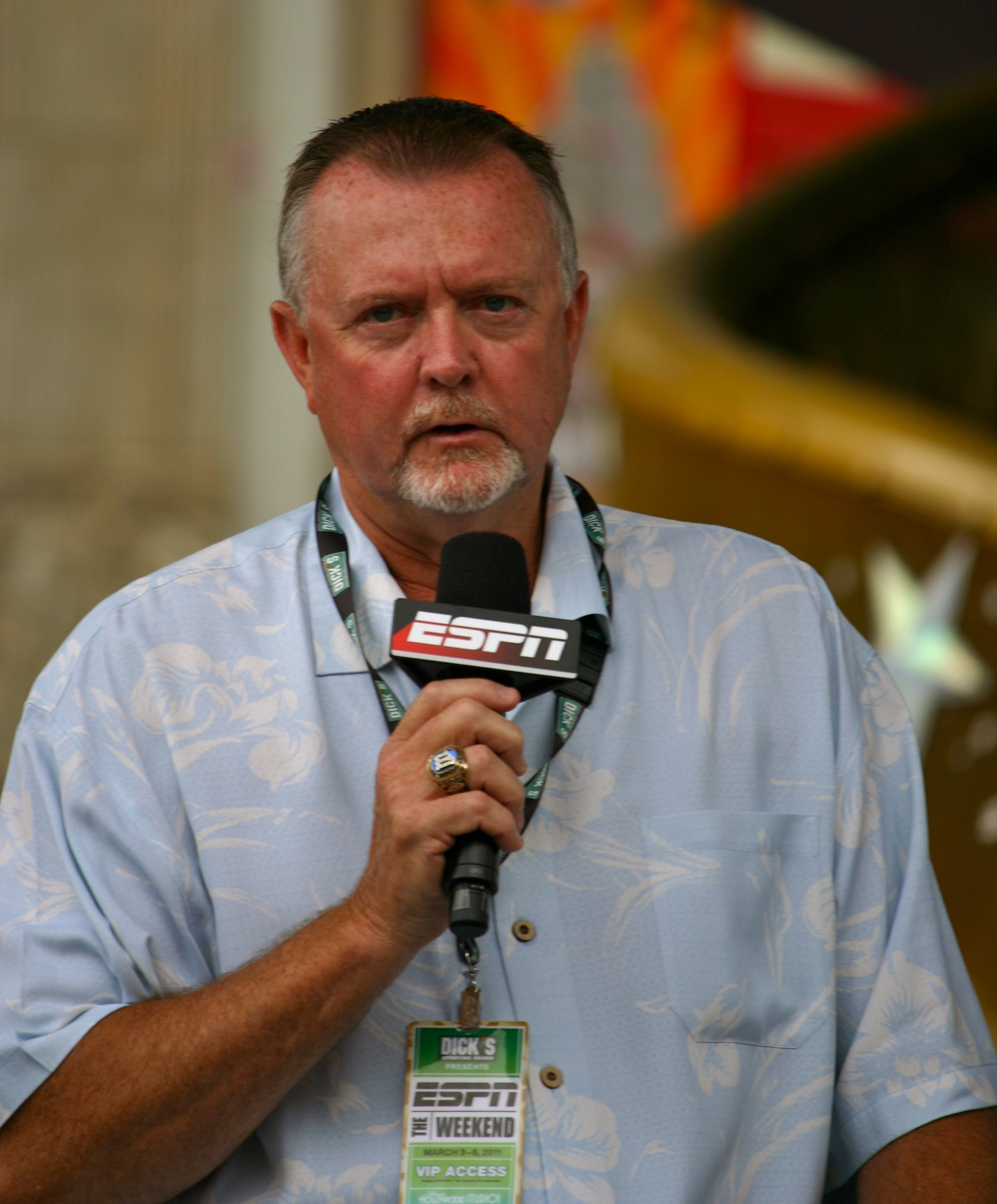
Blyleven in 2011

Rik Aalbert (Bert) Blijleven, (Zeist, 6 april 1951) is een Amerikaans voormalig honkballer van Nederlandse komaf.
Blyleven verhuisde op tweejarige leeftijd naar Canada en daarna naar Californië, waar hij opgroeide in Garden Grove. Hij speelde als werper voor de Minnesota Twins (1970–1976), Texas Rangers (1976–1977), Pittsburgh Pirates (1978–1980), Cleveland Indians (1981–1985), Minnesota Twins (1985–1988) en de California Angels (1989–1992).
Hij won de World Series in 1979 en 1987 en speelde in 1973 en 1985 in de Major League Baseball All-Star Game. Op 22 september 1977 gooide hij een no-hitter.
In 2011 werd hij opgenomen in het National Baseball Hall of Fame and Museum. Blyleven werkte sindsdien geregeld als commentator bij wedstrijden van met name de Minnesota Twins, waar zijn oude rugnummer 28 niet meer gebruikt wordt.
- Library of Congress Control Number: no2009182400
- SNAC: w66q623c
- Virtual International Authority File: 103037620
- WorldCat: E39PBJj8TKwR6mgDw3vfqWF3Qq